# FC Kuressaare
FC Kuressaare je estonski nogometni klub iz Kuressaarea. Klub je osnovan 14. ožujka 1997. godine i trenutačno igra u Meistriliigi, najvišem rangu nogometnih natjecanja u Estoniji. U sezoni 1997. igrali su u trećoj ligi u kojoj su osvojili prvo mjesto i plasirali se u Esiliigu u kojoj su igrali dvije godine i u sezoni 1999. ostvarili plasman u Meistriliigu. U premijernoj sezoni u najvišem rangu osvojili su sedmo mjesto, već sljedeće 2001. kao devetoplasirani ispadaju u Esiliigu. Od tada pa sve do 2008. godine igraju jednu sezonu u drugoj, pa jednu u prvoj ligi. U sezonama 2009. i 2010. u Meisteriliigi osvajaju osmo odnosno deveto mjesto. Svoje utakmice igraju na Kuressaare linnastaadion.
Martti Pukk je igrač koji ima najviše nastupa i zgoditaka za FC Kuressaare.

## Vanjske poveznice
- Službene stranice (na estonskom)